# Joan Burton
Joan Burton, irl. Siobhán de Bhurtúin (ur. 1 lutego 1949 w Dublinie) – irlandzka polityk, parlamentarzystka, wicepremier i minister, lider Partii Pracy w latach 2014–2016.

## Życiorys
Urodziła się jako nieślubne dziecko. Gdy miała kilka miesięcy została umieszczona w sierocińcu, a następnie adoptowana. Ukończyła studia z zakresu handlu na University College Dublin, uzyskała uprawnienia biegłego rewidenta, pracowała jako wykładowczyni akademicka m.in. na Dublin Institute of Technology.
Zaangażowała się w działalność polityczną w ramach Partii Pracy. W 1989 bez powodzenia po raz pierwszy kandydowała do Dáil Éireann. Mandat Teachta Dála 27. kadencji uzyskała w 1992, jednak utraciła go w kolejnych wyborach w 1997. W 1999 wygrała wybory lokalne do rady jednostki administracyjnej Fingal w okręgu Castleknock. W 2002 powróciła do niższej izby irlandzkiego parlamentu (29. kadencji), z powodzeniem ubiegając się o reelekcję w 2007 i w 2011 na 30. i 31. kadencję.
W latach 1992–1994 była ministrem stanu (poza składem gabinetu) do spraw opieki społecznej, od 1995 do 1997 zajmowała stanowisko ministra stanu ds. sprawiedliwości. W 2007 została wiceprzewodniczącą Partii Pracy. 9 marca 2011 objęła urząd ministra opieki społecznej w koalicyjnym rządzie Endy Kenny’ego. 4 lipca 2014 została przewodniczącą laburzystów, zastępując Eamona Gilmore’a, który ustąpił po porażce ugrupowania w wyborach europejskich. 11 lipca tegoż roku została mianowana na stanowisko tánaiste.
W wyborach w 2016 została wybrana do Dáil Éireann 32. kadencji, 6 maja 2016 zakończyła urzędowanie jako wicepremier i minister. Słaby wynik wyborczy laburzystów skutkował jej rezygnacją z kierowania partią. 20 maja 2016 nowym liderem Partii Pracy został Brendan Howlin.